# Wilhelm Denninger
Wilhelm Denninger (né le 14 mai 1899 à Lüttringhausen et mort en 1973) est un architecte allemand.
Les bâtiments administratifs conçus dans son bureau font partie des bâtiments de Bonn lorsque la ville devient la capitale de l'Allemagne de l'Ouest.

## Biographie
Après ses études à l'académie des beaux-arts de Düsseldorf, Wilhelm Denninger travaille d'abord dans les bureaux de Peter Klotz avant de s'installer en 1929 en tant qu'architecte indépendant à Bonn. Il réside à partir de 1934 au Argelanderstraße 138 (Poppelsdorf). Après la Seconde Guerre mondiale, il dirige le bureau avec son fils Dirk Denninger (1928-2002). Ensemble, Wilhelm et Dirk Denninger sont chargés de la conception de plusieurs bâtiments importants, dont le Stadthalle Bad Godesberg et le ministère fédéral de la Santé.
Wilhelm Denninger est membre de l'Association des architectes allemands.

## Œuvres

### Bâtiments à Bonn
| Année     | Quartier      | Adresse | Image | Destination | Construction                              | Remarques                                                                                    |
| --------- | ------------- | --- | ----- | --- | ----------------------------------------- | -------------------------------------------------------------------------------------------- |
| 1931-1932 | Gronau        | Friedrich-Wilhelm-Straße 2                                                                                      |       | Habitation | Monument historique                       |                                                                                              |
| 1933      | Gronau        | Adenauerallee 168/ Simrockstraße 1                                                                              |       | Maison mitoyenne (construite en 1897) | Rénovation                                |                                                                                              |
| 1934      | Gronau        | Raiffeisenstraße 3                                                                                              |       | Villa „Heckmann“ (construit en 1896-1897) | Conversion en habitation multiple         | Monument historique                                                                          |
| 1936      | Gronau        | Kaiser-Friedrich-Straße 18                                                                                      |       | Villa (construite en 1899-1900) | Conversion en habitation multiple         | Aujourd'hui Office fédéral de lutte contre les cartels                                       |
| 1936      | Gronau        | Zitelmannstraße 16                                                                                              |       | Habitation | Construction                              | Jusqu'en 2001 chancellerie de l'ambassade de Monaco                                          |
| 1936      | Gronau        | Zitelmannstraße 18                                                                                              |       | Habitation | Construction                              |                                                                                              |
| 1936      | Gronau        | Zitelmannstraße 20                                                                                              |       | Habitation | Construction                              |                                                                                              |
| 1937      | Gronau        | Görresstraße 42                                                                                                 |       | Habitation | Construction                              | à la fin, bâtiment administratif du Bundestag ; démoli en 2005                               |
| 1938      | Venusberg     | Kiefernweg 12                                                                                                   |       | Landhaus Blömer | Construction                              | Monument historique ; 2011–2012 : Rénovation et division en deux habitations                 |
| 1939      | Gronau        | Zitelmannstraße 10                                                                                              |       | Habitation | Construction                              |                                                                                              |
| 1950      | Muffendorf    | Muffendorfer Hauptstraße 65–89                                                                                  |       | Kommende Muffendorf | Conversion comme ambassade de la Belgique | Monument historique                                                                          |
| 1950      | Plittersdorf  | Alemannenstraße 1–5, Teutonenstraße 81–83, Godesberger Allee 72–74, Gotenstraße 153–155                         |       | Habitations | Construction                              |                                                                                              |
| 1950–1952 | Venusberg     | |       | Bundessiedlung « Venusberg I » | Construction                              | Première cité-dortoir de Bonn                                                                |
| 1951-1952 | Gronau        | Tempelstraße 19                                                                                                 |       | Habitation | Construction                              | 1955–1961 Chancellerie de l'ambassade du Japon, 1961 Reconstruction (Architecte : Karl Band) |
| 1952      | Gronau        | Adenauerallee 216/ Bundeskanzlerplatz                                                                           |       | SAS-Pavillon | Reconstruction                            | Monument historique                                                                          |
| 1952      | Venusberg     | Sertürnerstraße 1–17, Johannes-Müller-Straße 1–17/2–16, Sigmund-Freud-Straße 22–32, Gustav-von-Veit-Straße 2–14 |       | Venusberg III | Construction                              |                                                                                              |
| 1953      | Venusberg     | Gustav-von-Veit-Straße 1–23, Sigmund-Freud-Straße 34–40, Garréstraße 1–35/2–22, Kiefernweg 19–39                |       | Venusberg IV | Construction                              |                                                                                              |
| 1953–1954 | Gronau        | Heussallee 5 |       | Schulze-Delitzsch-Haus | Construction                              | Ancien siège de la Bundesverband der Deutschen Volksbanken und Raiffeisenbanken              |
| 1954      | Muffendorf    | An der Kommende 16–22                                                                                           |       | Maison fédérale | Construction                              |                                                                                              |
| 1954/1955 | Muffendorf    | Deutschherrenstraße 86                                                                                          |       | Habitation | Construction                              | Monument historique                                                                          |
| 1955–1956 | Bonn-Zentrum  | Markt/ Marktbrücke/ Remigiusplatz                                                                               |       | Kaufhaus Blömer | Construction                              |                                                                                              |
| 1955–1958 | Alt-Godesberg | Koblenzer 1–7Straße 1–788                                                                                       |       | Stadthalle Bad Godesberg | Construction                              | Monument historique                                                                          |
| 1956      | Bonn-Zentrum  | Bertha-von-Suttner-Platz 1–7                                                                                    |       | Cinéma Universum (aujourd'hui Woki) | Construction                              |                                                                                              |
| 1959      | Gronau        | Winston-Churchill-Straße 1/1a                                                                                   |       | Bureaux | Construction                              |                                                                                              |
| 1962–1963 | Kessenich     | Franz-Lohe-Straße 1–71a                                                                                         |       | Concession Opel près du Reuterbrücke | Construction                              | Démoli en mars 2015                                                                          |
| 1962–1963 | Poppelsdorf   | Trierer 1–7Straße 1–770–72                                                                                      |       | Bureaux | Construction                              |                                                                                              |
| 1962–1968 | Pennenfeld    | Deutschherrenstraße 1–787–93                                                                                    |       | Trois complexes de bâtiments pour le Ministère fédéral de la Santé, le Ministre fédéral de la protection civile et le Commandement pour la défense territoriale | Construction                              | Démoli en 2015                                                                               |
| 1964 ff.  | Beuel-Mitte   | Sankt Augustiner Straße 86 / Platanenweg 29, 37                                                                 |       | Bureaux | Construction                              |                                                                                              |
| 1964–1965 | Hochkreuz     | Kennedyallee 1–791–103                                                                                          |       | Bureaux pour l'Inter Nationes | Construction                              | Aujourd'hui Deutscher Akademischer Austauschdienst                                           |
| 1964–1965 | Hochkreuz     | Kennedyallee 1–7105–107                                                                                         |       | Bureaux pour le Ministère fédéral de la Famille | Construction                              | Aujourd'hui Deutscher Akademischer Austauschdienst                                           |
| 1967      | Mehlem        | Rüdigerstraße 50                                                                                                |       | Habitation | Construction                              |                                                                                              |
| 1968      | Plittersdorf  | Hochkreuzallee 1                                                                                                |       | Bureaux pour Deutsche Beamten-Versicherung | Construction                              | 2014 Reconstruction en maison médicale                                                       |
| 1968–1969 | Bonn-Zentrum  | Bertha-von-Suttner-Platz 25 / Sandkaule                                                                         |       | Immeuble de bureaux et commerces IOS-Haus | Construction                              |                                                                                              |
| 1968–1969 | Schweinheim   | Am Stadtwald 66/68a/68b                                                                                         |       | Trois habitations | Construction                              |                                                                                              |
| 1968–1969 | Hochkreuz     | Stephan-Lochner-Straße 1                                                                                        |       | Bureaux pour le Commissariat fédéral à l'industrie charbonnière et aux mines de charbon                                                                         | Construction                              |                                                                                              |
| 1968–1970 | Plittersdorf  | Kennedyallee 64–70                                                                                              |       | Bâtiment administratif pour la Deutsche Siedlungs- und Landesrentenbank                                                                                         | Construction                              | aujourd'hui Deutsche Postbank                                                                |